# Барж (Верхняя Сона)
Барж (фр. Barges) — коммуна во Франции, находится в регионе Франш-Конте. Департамент — Верхняя Сона. Входит в состав кантона Жюсе. Округ коммуны — Везуль.
Код INSEE коммуны — 70049.

## География
Коммуна расположена приблизительно в 290 км к юго-востоку от Парижа, в 75 км севернее Безансона, в 36 км к северо-западу от Везуля.
На юге коммуны протекает река Аманс. Северная часть территории коммуны покрыта лесами.

## Население
Население коммуны на 2010 год составляло 103 человека.
| 1962 | 1968 | 1975 | 1982 | 1990 | 1999 | 2010 |
| ---- | ---- | ---- | ---- | ---- | ---- | ---- |
| 148  | 117  | 107  | 106  | 81   | 91   | 103  |

## Экономика
В 2010 году среди 56 человек трудоспособного возраста (15—64 лет) 49 были экономически активными, 7 — неактивными (показатель активности — 87,5 %, в 1999 году было 67,3 %). Из 49 активных жителей работали 40 человек (25 мужчин и 15 женщин), безработных было 9 (3 мужчин и 6 женщин). Среди 7 неактивных 2 человека были учениками или студентами, 2 — пенсионерами, 3 были неактивными по другим причинам.